# Dorcadiopsis planipennis
Dorcadiopsis planipennis là một loài bọ cánh cứng trong họ Cerambycidae.